# Абд аль-Хакк II
Абд аль-Хакк II (араб. عبد الحق الثاني المريني; нар. 1419 — 14 серпня 1465) — останній маринідський султан Марокко в 1420—1465 роках. У християн відомий як Абделак.

## Життєпис
Походив з династії Маринідів. Син султана Усмана III. Народився 1419 року у Фесі. 1420 року після вбивства батька оголошений султаном. Втім проти нього виступило декілька інших претендентів. також втрутився в боротьбу Абу Малік I, султан Тлемсену. Останній допоміг Абд аль-Хакку II затвердитися на троні. Також значну допомогу надав Ях'я аль-Ваттасі. валі (намісник) Сале. Останній невдовзі став візиром й з 1423 року фактичним правителем держави при малолітньому султані.
Втім візир не зміг вправно керувати державою, оскільки авторитет Маринідів впав. Внаслідок цього на півдні та південному заході посіли напівнезалежні валі, берберські племена за Високим Атласом стали фактично незалежними. Уряд Фесу фактично контролював північ і центр держави.
1437 року султан спробував відсторонити аль-Ваттасі від посад, проте зазнав невдачі. Цим протистоянням спробувала скористатися Португалія, що взяла в облогу Танжер. Втім візир у битві біля танжеру завдав португальцям поразки. Це посилило позиції аль-Ваттасі, послабивши становище Абд аль-Хакка II.
1448 року після смерті Ях'ї аль-Ваттіса посаду візира й фактично правителя обійняв його небіж Алі, а 1458 року — син Ях'я. Весь цей час султан мріяв повернути владу. 1459 року зміг організувати змову проти останнього, якого разом з численними родичами вбили. Султан відновив свою владу в державі.
Втім невдовзі проти нього повстав Мухаммад аль-Ваттасі в гірських районах. Султан призначив візиром жида Аарона бен Баташа, що викликало невдоволення духовенства. Втім деякий час Абд аль-Хакк II контролював ситуацію.
1465 року разом з візиром вирушив до Тазу, залишивши брата останнього — Шавіля — керувати Фесом. Невдовзі в столиці почалося повстання на чолі із катібом аль-Вуріаклі, спрямоване спочатку переважно проти засилля жидів-лихварів. В результаті було знищено жидівський квартал і вбито Шавіла. Шаріфа мухаммада ібн Імрана було оголошено правителем Фесу. Абд аль-Хакк II вирішив повернутися до Фесу, проти чого виступив Аарон бен Баташ. Тоді султан стратив візира, рушивши до столиці. Але тут його було схоплено й вбито. Династія Маринідів припинила своє існування, а держава розпалася на декілька частин.